# みらくるハッピーディ
「みらくるハッピーディ」は、2009年11月18日にコロムビアミュージックエンタテインメントから発売されたシングル。

## 概要
オープニングテーマ「JUSTICE of LIGHT」と同時リリース。表題曲「みらくるハッピーディ」は、テレビアニメ『聖剣の刀鍛冶』のエンディングテーマとして使用された。歌っているのは同アニメでリサを充てている豊崎愛生が担当しており、ジャケットにはリサのイラストがプリントされている。

## 収録曲
1. みらくるハッピーディ [4:02]
作詞：森由里子、作曲・編曲：新井理生
2. 雨のち晴れときどきトキメキ [4:33]
作詞：森由里子、作曲：村井大、編曲：新井理生
3. みらくるハッピーディ （off vocal）
4. 雨のち晴れときどきトキメキ （off vocal）